# Vinnie Paul
Vincent Paul Abbott (Abilene, 1964. március 11. – Las Vegas, 2018. június 22.) amerikai zenész. A Pantera nevű metalegyüttes, valamint a Hellyeah nevű groove metal együttes dobosa is volt. Ezen kívül a Damageplan, a Rebel Meets Rebel és a Gasoline dobosa is volt. Féltestvére, Dimebag Darrell szintén a Pantera, a Damageplan és a Rebel Meets Rebel gitárosa volt, 2004-ben hunyt el.

## Élete
1964. március 11-én született a texasi Abilene-ben. Apja Jerry Abbott zeneszerző. Két évvel volt idősebb testvérénél, Dimebag Darrellnél, akivel ugyanazokban a zenekarokban játszottak. Anyjuk 1999-ben meghalt. Mikor testvére meghalt, 2 évvel később belépett a Hellyeah együttesbe. 2018-ig dobolt ott, mikor álmában elhunyt.

## Diszkográfia

### Albumok
Pantera
- Metal Magic (1983)
- Projects in the Jungle (1984)
- I'm The Night (1985)
- Power Metal (1988)
- Cowboys From Hell (1990)
- Vulgar Display of Power (1992)
- Far Beyond Driven (1994)
- The Great Southern Trendkill (1996)
- Reinventing The Steel (2000)

Hellyeah
- Hellyeah (2007)
- Stampede (2010)
- Band Of Brothers (2012)
- Undeniable (2016)

Damageplan
- New Found Power (2004)

Rebel Meets Rebel
- Rebel Meets Rebel (2006)

Gasoline
- Gasoline